# Коршук, Анна Георгиевна
Анна Георгиевна Коршук (род. 22 сентября 1973, Саратов, СССР) — российская актриса. Заслуженный артист Санкт-Петербурга (2024).

## Биография
Анна Коршук родилась 22 сентября 1973 года в Саратове.
В 1990 году поступила на театральный факультет Саратовской государственной консерватории им. Собинова (курс народной артистки СССР Валентины Александровны Ермаковой.
В 1993 году перевелась в ЛГИТМиК, на курс профессора Александра Николаевича Куницына.
С 1995 года служит в театре «Буфф».

## Роли в театре
- 1996 — «Одна ночь из жизни женщины» — Ася
- 1997 — «Шерлок Холмс и королева богемы» — Ирэн Адлер
- 1998 — «Казанова в России» — мадам Броте
- 1999 — «Цирк уехал, клоуны остались» — Ира
- 2000 — «Идеальный муж» — леди Чилтерн
- 2001 — «Распутник» — госпожа Анна Доратея Тиербуш
- 2002 — «Лиса и виноград» — Клея
- 2003 — «Авантюристка» — герцогиня Орисанская
- 2004 — «Цикломеновый смех» — Марианна
- 2005 — «Квартира для любовницы» — Лина
- 2005 — «Блюз» — Женевьева
- 2006 — «Девичник» — Сьюзен
- 2006 — «Небесный тихоход» — Катя
- 2007 — «Недосягаемая» — Каролина Эшли
- 2007 — «И. О., или роман с переодеваниями» — Эмма
- 2008 — «Дождь» — Людмила Петровна
- 2011 — «Хефец, или Каждый хочет жить!» — Кламнаса
- 2012 — «Всё тот же лес» — Раиса Павловна Гурмыжская
- 2012 — «Ты мой Бог!» — Кейт
- 2013 — «Сон в летнюю ночь» — Титания
- 2015 — «Амалия» — Грасиела